# Sindaci di Modugno
Dagli archivi comunali è possibile ricostruire i sindaci di Modugno in maniera abbastanza continuativa dalla seconda metà del Settecento.
Prima di allora è possibile ricavare alcuni nomi di sindaci di Modugno da alcuni documenti storici.

## Regno di Napoli
Un decreto datato 30 agosto 1760 del Supremo Consiglio di Santa Chiara del Regno di Napoli definì l'assetto amministrativo di Modugno. Il Decurionato (equivalente del moderno Consiglio Comunale) era composto da 30 decurioni: 15 appartenenti alla nobiltà locale, altri 15 appartenenti al ceto popolare. Annualmente, dal Decurionato veniva estratto il "Magistrato" (il supremo organo amministrativo cittadino) formato da un Sindaco, tre "Eletti" appartenenti al ceto nobiliare e tre "Eletti" del popolo. Questo organo amministrativo si occupava della gestione cittadina invieme al Governatore, inviato ogni anno dal Re.
| Periodo           | Periodo        | Primo cittadino          | Partito | Carica  | Note   |
| ----------------- | -------------- | ------------------------ | ------- | ------- | ------ |
| 1593              |                | Francesco Basilio        |         | sindaco | [ 2 ]  |
| 1602              |                | Donato Guglielmi         |         | sindaco | [ 3 ]  |
| 1618              |                | Tomecalò                 |         | sindaco | [ 4 ]  |
| 1619              |                | Carlo Antonio Cornale    |         | sindaco | [ 5 ]  |
| 1626              |                | Donato Olimpio           |         | sindaco | [ 6 ]  |
| 1637              |                | Tommaso Zazzorin         |         | sindaco | [ 7 ]  |
| 1660              |                | Antonio De Laurentis     |         | sindaco |        |
| 1669              |                | Giuseppe Scarli          |         | sindaco |        |
| 1691              |                | Guarino Gazzano          |         | sindaco | [ 8 ]  |
| 1708              |                | Marcello Pepe            |         | sindaco | [ 9 ]  |
| 1752              |                | Giuseppe De Rossi        |         | sindaco | [ 10 ] |
| 1º settembre 1762 | 31 agosto 1764 | Giuseppe Scarli          |         | sindaco |        |
| 1º settembre 1764 | 31 agosto 1765 | Giovanni Antonio Caccabo |         | sindaco |        |
| 1º settembre 1765 | 31 agosto 1766 | Giuseppe Fortunati       |         | sindaco |        |
| 1º settembre 1766 | 31 agosto 1767 | Pietro Ruccia            |         | sindaco |        |
| 1º settembre 1767 | 31 agosto 1768 | Nicola Scura             |         | sindaco |        |
| 1º settembre 1768 | 31 agosto 1769 | Giuseppe Fortunati       |         | sindaco |        |
| 1º settembre 1769 | 31 agosto 1770 | Nicola Capitaneo         |         | sindaco |        |
| 1º settembre 1770 | 31 agosto 1772 | Donato Cesare Pinto      |         | sindaco |        |
| 1º settembre 1772 | 31 agosto 1773 | Gaetano Fortunati        |         | sindaco |        |
| 1º settembre 1773 | 31 agosto 1774 | Matteo Valerio           |         | sindaco |        |
| 1º settembre 1774 | 31 agosto 1775 | Nicola Scura             |         | sindaco |        |
| 1º settembre 1775 | 31 agosto 1776 | Nicolò Lo Bianco         |         | sindaco |        |
| 1º settembre 1776 | 31 agosto 1779 | Nicola Scura             |         | sindaco |        |
| 1º settembre 1779 | 31 agosto 1781 | Giuseppe Scarli          |         | sindaco |        |
| 1º settembre 1781 | 31 agosto 1783 | Nicola Capitaneo         |         | sindaco |        |
| 1º settembre 1783 | 31 agosto 1785 | Gaetano Fortunati        |         | sindaco |        |
| 1º settembre 1785 | 31 agosto 1787 | Giuseppe De Rossi        |         | sindaco |        |
| 1º settembre 1787 | 31 agosto 1788 | Nicola Scura             |         | sindaco |        |
| 1º settembre 1788 | 31 agosto 1789 | Nicola Capitaneo         |         | sindaco |        |
| 1º settembre 1789 | 31 agosto 1790 | Gaetano Fortunati        |         | sindaco |        |
| 1º settembre 1790 | 31 agosto 1791 | Giuseppe De Rossi        |         | sindaco |        |
| 1º settembre 1791 | 31 agosto 1792 | Nicola Capitaneo         |         | sindaco |        |
| 1º settembre 1792 | 31 agosto 1793 | Nicola Scura             |         | sindaco |        |
| 1º settembre 1793 | 31 agosto 1794 | Giuseppe De Rossi        |         | sindaco |        |
| 1794              | 31 agosto 1798 | Emanuele Ruggi D’Aragona |         | sindaco | [ 11 ] |
| 1º settembre 1778 | maggio 1799    | Nicola Risotti           |         | sindaco | [ 12 ] |
| maggio 1799       | 31 agosto 1802 | Giuseppe De Rossi        |         | sindaco |        |
| 1º settembre 1802 | 31 agosto 1804 | Vito Michele Loiacono    |         | sindaco |        |
| 1º settembre 1804 | 31 agosto 1806 | Francesco Scura          |         | sindaco |        |
| 7 settembre 1806  | 21 aprile 1807 | Francesco Santoro        |         | sindaco |        |
| 7 giugno 1807     | 2 maggio 1808  | Rocco Giuseppe Binetti   |         | sindaco |        |
| 13 luglio 1808    | ?              | Carlo Cesena             |         | sindaco |        |
|                   |                | […]                      |         | Sindaco | [ 13 ] |

## Regno delle Due Sicilie
| Periodo          | Periodo          | Primo cittadino     | Partito | Carica  | Note   |
| ---------------- | ---------------- | ------------------- | ------- | ------- | ------ |
| 1816             | 12 gennaio 1817  | Pietro Maranta      |         | sindaco | [ 14 ] |
| 16 marzo 1817    | 8 giugno 1817    | Silvestro Giampaolo |         | sindaco |        |
| 2 settembre 1817 | 19 dicembre 1819 | Agostino Arpino     |         | sindaco |        |
| 2 febbraio 1820  | 4 giugno 1821    | Vincenzo Giancola   |         | sindaco |        |
| 30 luglio 1820   | 4 febbraio 1821  | Giuseppe Capitaneo  |         | sindaco | [ 15 ] |
| 4 marzo 1821     | 22 marzo 1821    | Andrea Longo        |         | sindaco |        |
| 15 aprile 1821   | 1º dicembre 1822 | Giuseppe Capitaneo  |         | sindaco |        |
| 26 gennaio 1823  | 4 maggio 1828    | Nicola Faenza       |         | sindaco |        |
| 1º giugno 1828   | 7 giugno 1829    | Leonardo Alfonsi    |         | sindaco |        |
| 5 luglio 1829    | 15 aprile 1832   | Nicola Risotti      |         | sindaco |        |
| 13 giugno 1832   | ?                | Giovanni Russo      |         | sindaco |        |
|                  |                  | […]                 |         | Sindaco | [ 16 ] |
| 27 gennaio 1839  | 6 dicembre 1840  | Giuseppe Capitaneo  |         | sindaco |        |
| 3 gennaio 1841   | 21 gennaio 1844  | Nicola Risotti      |         | sindaco |        |
| 4 febbraio 1844  | 11 aprile 1847   | Nicola Russo        |         | sindaco |        |
| 25 aprile 1847   | 3 marzo 1850     | Vincenzo Renna      |         | sindaco |        |
| 7 aprile 1850    | 8 giugno 1856    | Giambattista Russo  |         | sindaco | [ 17 ] |
| 15 giugno 1856   | 5 agosto 1860    | Giuseppe Maranta    |         | sindaco |        |

## Regno d'Italia
| Periodo           | Periodo           | Primo cittadino          | Partito | Carica                  | Note   |
| ----------------- | ----------------- | ------------------------ | ------- | ----------------------- | ------ |
| 16 agosto 1860    | 4 agosto 1861     | Nicola Capitaneo         |         | sindaco                 | [ 18 ] |
| 11 settembre 1861 | 1º febbraio 1866  | Angelo Longo             |         | sindaco                 |        |
| 26 luglio 1866    | 24 febbraio 1867  | Nicola Capitaneo         |         | sindaco                 |        |
| 6 aprile 1867     | 16 ottobre 1869   | Giuseppe Longo           |         | sindaco                 |        |
| 20 maggio 1870    | 17 marzo 1876     | Francesco Pieschi        |         | sindaco                 |        |
| 17 marzo 1876     | 5 luglio 1879     | Nicola Bozzi             |         | sindaco                 |        |
| 11 agosto 1879    | 26 ottobre 1887   | Domenico Renna           |         | sindaco                 |        |
| 10 maggio 1886    | 17 luglio 1887    | Giuseppe Longo           |         | sindaco                 |        |
| 1º dicembre 1889  | 5 ottobre 1898    | Pietro Capitaneo         |         | sindaco                 |        |
| 5 ottobre 1898    | 5 ottobre 1901    | Nicola Bozzi             |         | sindaco                 |        |
| 29 novembre 1901  | 20 maggio 1902    | Francesco Renna          |         | sindaco                 |        |
| 24 aprile 1902    | 23 luglio 1905    | Domenico Di Ciaula       |         | sindaco                 |        |
| 2 agosto 1905     | 27 dicembre 1909  | Francesco Pappagallo     |         | sindaco                 |        |
| 28 luglio 1910    | 6 maggio 1914     | Pietro Capitaneo         |         | sindaco                 |        |
| 15 luglio 1914    | 2 settembre 1916  | Andrea Longo             |         | sindaco                 |        |
| 21 agosto 1916    | 15 aprile 1919    | Vito Amari-Cusa          |         | sindaco                 |        |
| 15 aprile 1919    | 24 marzo 1920     | Nicola Domenico Loiacono |         | sindaco                 |        |
| 18 maggio 1920    | 26 giugno 1920    | Giovanni Magnifico       |         | commissario prefettizio |        |
| 3 luglio 1920     | 26 ottobre 1920   | Vito Chieco              |         | commissario prefettizio |        |
| 30 ottobre 1920   | 18 febbraio 1922  | Alfredo Crispo           |         | sindaco                 |        |
| 22 aprile 1922    | 8 gennaio 1924    | Luca SIlvestri           |         | sindaco                 |        |
| 13 maggio 1924    | 8 novembre 1924   | Annibale Fergola         |         | commissario prefettizio |        |
| 8 novembre 1924   | 15 dicembre 1926  | Alfredo Crispo           |         | sindaco                 |        |
| 20 aprile 1927    | 23 luglio 1931    | Alfredo Crispo           |         | podestà                 |        |
| 26 luglio 1931    | 10 agosto 1931    | Francesco Messere        |         | commissario prefettizio |        |
| 24 agosto 1931    | 29 novembre 1931  | Federico Sciuto          |         | commissario prefettizio |        |
| 21 dicembre 1931  | 29 gennaio 1932   | Tommaso Preziosi         |         | commissario prefettizio |        |
| 15 febbraio 1932  | 15 marzo 1932     | Nicola Vernola           |         | commissario prefettizio |        |
| 15 marzo 1932     | 2 agosto 1941     | Nicola Vernola           |         | podestà                 |        |
| 28 agosto 1941    | 16 maggio 1942    | Paolo Bellisario         |         | commissario prefettizio |        |
| 30 maggio 1942    | 26 settembre 1942 | Carlo Iacobone           |         | commissario prefettizio |        |
| 3 ottobre 1942    | 1º maggio 1943    | Giuseppe Martino         |         | commissario prefettizio |        |
| 8 maggio 1943     | 10 dicembre 1943  | Giuseppe Martino         |         | podestà                 |        |
| 30 dicembre 1943  | 16 aprile 1944    | Francesco Pappagallo     |         | commissario prefettizio |        |
| 29 aprile 1944    | 14 febbraio 1945  | Francesco Pappagallo     |         | sindaco                 |        |
| 10 marzo 1945     | 30 marzo 1946     | Raffaele Tarantino       |         | sindaco                 |        |
| 1º maggio 1946    | 21 marzo 1947     | Alfredo Crispo           |         | sindaco                 |        |

## Repubblica Italiana
| Periodo           | Periodo           | Primo cittadino | Partito        | Carica                                | Note |
| ----------------- | ----------------- | --- | -------------- | ------------------------------------- | ---- |
| 23 maggio 1947    | 27 marzo 1950     | Oronzo Di Ciaula |                | sindaco                               |      |
| 8 luglio 1950     | 17 maggio 1952    | Agostino Meale |                | commissario prefettizio               |      |
| 5 giugno 1952     | 14 giugno 1956    | Giuseppe Abbruzzese |                | sindaco                               |      |
| 19 giugno 1956    | 8 settembre 1958  | Antonio Capitaneo |                | sindaco                               |      |
| 8 settembre 1958  | 27 settembre 1961 | Angelo Zaccaro |                | sindaco                               |      |
| 28 settembre 1961 | 19 ottobre 1961   | Stefano Marisco |                | assessore anziano                     |      |
| 20 ottobre 1961   | 11 maggio 1963    | Luciano Alberotanza |                | sindaco                               |      |
| 18 luglio 1963    | 4 agosto 1970     | Tommaso Mele |                | sindaco                               |      |
| 5 agosto 1970     | 1º ottobre 1971   | Giuseppe Silvestri |                | sindaco                               |      |
| 23 ottobre 1971   | 31 maggio 1974    | Tommaso Mele |                | sindaco                               |      |
| 31 maggio 1974    | 27 ottobre 1974   | Cesare Ferri |                | commissario prefettizio               |      |
| 27 ottobre 1974   | 4 luglio 1975     | Angelo Toriello |                | commissario prefettizio               |      |
| 5 luglio 1975     | 25 novembre 1977  | Nicola Bruno |                | sindaco                               |      |
| 28 dicembre 1977  | 25 luglio 1980    | Angelantonio Corriero |                | sindaco                               |      |
| 26 luglio 1980    | 5 febbraio 1982   | Raffaele Bia |                | sindaco                               |      |
| 20 marzo 1982     | 22 dicembre 1985  | Angelantonio Corriero |                | sindaco                               |      |
| 23 dicembre 1985  | 8 aprile 1988     | Antonio Pecorella |                | sindaco                               |      |
| 9 aprile 1988     | 20 luglio 1989    | Michele Camasta |                | sindaco                               |      |
| 21 luglio 1989    | 2 agosto 1989     | Nicola Bruno |                | sindaco                               |      |
| 3 agosto 1989     | 17 marzo 1990     | Luigi Varratta |                | commissario prefettizio               |      |
| 18 marzo 1990     | 21 dicembre 1991  | Antonio Pecorella |                | sindaco                               |      |
| 22 dicembre 1991  | 29 gennaio 1993   | Gaetano Naglieri |                | sindaco                               |      |
| 30 gennaio 1993   | 12 marzo 1993     | Luigi Lerro |                | sindaco                               |      |
| 13 marzo 1993     | 11 maggio 1995    | Cesare Ferri sostituito da Giuliana Perrotta il 19 ottobre 1993; Enzo Giuseppe Mangini sostituito da Enrico Schiralli il 6 luglio 1993 a sua volta sostituito da Angelo Tranfaglia l'8 febbraio 1995; Bernardo Papa; Donato Giovanni Cafagna |                | commissione straordinaria prefettizia |      |
| 13 maggio 1995    | 11 gennaio 1997   | Francesco Vaccarelli |                | sindaco                               |      |
| 12 gennaio 1997   | 15 maggio 1997    | Filomena Dabbicco |                | commissario prefettizio               |      |
| 22 maggio 1997    | 25 aprile 2001    | Francesco Bonasia |                | sindaco                               |      |
| 26 aprile 2001    | 25 giugno 2001    | Mariannina Milano |                | Commissario prefettizio               |      |
| 26 giugno 2001    | 29 maggio 2011    | Giuseppe Rana | centrosinistra | sindaco                               |      |
| 30 maggio 2011    | 30 novembre 2012  | Domenico Gatti | centrosinistra | sindaco                               |      |
| 30 novembre 2012  | 10 giugno 2013    | Alfonso Magnatta |                | Commissario straordinario             |      |
| 10 giugno 2013    | 22 agosto 2014    | Nicola Magrone | Liste civiche  | sindaco                               |      |
| 22 agosto 2014    | 14 giugno 2015    | Mario Rosario Ruffo |                | Commissario prefettizio               |      |
| 15 giugno 2015    | 11 ottobre 2020   | Nicola Magrone | Liste civiche  | sindaco                               |      |
| 21 settembre 2020 | in carica         | Nicola Bonasia | Liste civiche  | sindaco                               |      |